# 12,スマート
『12, スマート』（じゅうに スマート）は、2011年10月12日にアップフロントワークス（zetimaレーベル）から発売されたモーニング娘。の12枚目のオリジナルアルバムである。

## 概要
- 初回生産限定盤と通常盤の2形態で発売。初回生産限定盤はCD+DVD、通常盤はCDのみ。通常盤の初回仕様にはフォトカードが2種封入されている。
- 9期メンバー（譜久村聖・生田衣梨奈・鞘師里保・鈴木香音）初参加アルバムであり、高橋愛（2011年9月30日卒業）、新垣里沙、光井愛佳の参加ラストアルバムでもある。
- 初収録曲の多くは、高橋の卒業ツアー『モーニング娘。コンサートツアー2011秋 愛 BELIEVE ～高橋愛卒業記念スペシャル～』で先行披露されている。
- 発売前のアルバムタイトルは『12, 拡散希望』であったが、当時主流になりつつあった、スマートフォンから、「12,スマート」になった経緯がある。

## 収録曲

### CD
- 全作詞・作曲：つんく / プロデュース：つんく♂

1. Give me 愛 [4:54]
  - 編曲：大久保薫
2. Only you [5:16]
  - 編曲：大久保薫

46thシングル。
3. シルバーの腕時計 / 田中れいな・鞘師里保 / Rap：新垣里沙・光井愛佳 [5:47]
  - Rapアレンジ：U.M.E.D.Y. / 編曲：大久保薫
4. 好きだな君が / 道重さゆみ・譜久村聖 [5:10]
  - 編曲：大久保薫
5. 怪傑ポジティブA [4:57]
  - 編曲：平田祥一郎
6. この愛を重ねて / 高橋愛・新垣里沙 [5:07]
  - 編曲：AKIRA
7. この地球の平和を本気で願ってるんだよ! [5:01]
  - 編曲：平田祥一郎

47thシングル。
8. 彼と一緒にお店がしたい! [4:49]
  - 編曲：大久保薫

47thシングル「この地球の平和を本気で願ってるんだよ!」カップリング曲。
シングル同様、前曲と音が繋がっている。
9. My Way ～女子校花道～ [4:32]
  - 編曲：鈴木俊介
10. 乙女のタイミング / 光井愛佳・生田衣梨奈・鈴木香音 [4:19]
  - 編曲：板垣祐介
11. OK YEAH! [4:43]
  - 編曲：大久保薫
12. まじですかスカ! [3:41]
  - 編曲：宅見将典

45thシングル。

### 初回生産限定盤付属DVD
1. この地球の平和を本気で願ってるんだよ!（高橋愛 Solo Ver.）
2. この地球の平和を本気で願ってるんだよ!（新垣里沙 Solo Ver.）
3. この地球の平和を本気で願ってるんだよ!（道重さゆみ Solo Ver.）
4. この地球の平和を本気で願ってるんだよ!（田中れいな Solo Ver.）
5. この地球の平和を本気で願ってるんだよ!（光井愛佳 Solo Ver.）
6. この地球の平和を本気で願ってるんだよ!（譜久村聖 Solo Ver.）
7. この地球の平和を本気で願ってるんだよ!（生田衣梨奈 Solo Ver.）
8. この地球の平和を本気で願ってるんだよ!（鞘師里保 Solo Ver.）
9. この地球の平和を本気で願ってるんだよ!（鈴木香音 Solo Ver.）
10. 自信持って 夢を持って 飛び立つから / 高橋愛（モーニング娘。） Music Video
11. 自信持って 夢を持って 飛び立つから / 高橋愛（モーニング娘。）メイキング映像
12. アルバムジャケット撮影メイキング

## 参加メンバー
- 5期：高橋愛・新垣里沙
- 6期：道重さゆみ・田中れいな
- 8期：光井愛佳
- 9期：譜久村聖・生田衣梨奈・鞘師里保・鈴木香音

## 参加ミュージシャン
- 高橋愛：Chorus (#1 - #3, #5 - #12)
- 新垣里沙：Chorus (#1, #6)
- 道重さゆみ：Chorus (#4)
- つんく♂：Chorus (#5, #12)
- 大久保薫：Keyboard (#1 - #4, #8, #11), Programming (#1 - #4, #8, #11)
- 鎌田こーじ：Guitar (#2, #7, #8, #12), E. Guitar (#5), A. Guitar (#5)
- U.M.E.D.Y.：Rap (#3)
- 平田祥一郎：Programming (#5, #7)
- AKIRA：Programming (#6)
- 鈴木俊介：Programming (#9), Guitar (#9)
- 高尾俊行：Drum (#9)
- 板垣祐介：Programming (#10), Guitar (#10)
- 宅見将典：Programming (#12), Guitar (#12), Bass (#12)

## Give me 愛(加賀楓のカヴァー)
日本の女性アイドルグループ「モーニング娘。'22」のメンバー・加賀楓による「Give me 愛」（ギブ・ミー・ラブ）は、2022年6月21日にアップフロントワークスからデジタル・ダウンロード・シングルとして配信開始。

### 解説
2022年12月10日をもってモーニング娘。'22及びハロー!プロジェクトを卒業した加賀楓が卒業公演で歌唱した「Give me 愛」を11日0時より配信開始。

### シングル収録曲
| #         | タイトル       | 作詞      | 作曲      | 編曲      | 時間 |
| --------- | -------------- | --------- | --------- | --------- | ---- |
| 1.        | 「Give me 愛」 | つんく    | つんく    | 大久保薫  | 4:54 |
| 合計時間: | 合計時間:      | 合計時間: | 合計時間: | 合計時間: | 4:54 |